# Ben Hanowski
Ben Hanowski, född 18 oktober 1990, är en amerikansk professionell ishockeyspelare som spelar för Calgary Flames i NHL.
Han draftades i tredje rundan i 2009 års draft av Pittsburgh Penguins som 63:e spelare totalt.